# Borsbeek
Borsbeek és un antic municipi i actual districte de la ciutat belga d'Anvers a la regió de Flandes. Limita al nord-oest amb el districte de Deurne, al nord-est amb Wommelgem, al sud-oest amb Mortsel i al sud-est amb Boechout.

## Evolució de la població

### Seglexix
| Any      | 1806 | 1816 | 1830 | 1846 | 1856 | 1866 | 1876 | 1880 | 1890  |
| -------- | ---- | ---- | ---- | ---- | ---- | ---- | ---- | ---- | ----- |
| Població | 375  | 525  | 513  | 522  | 533  | 616  | 579  | 629  | 1.151 |
|          |      |      |      |      |      |      |      |      |       |

#### Segle XX (fins a 1976)
| Any      | 1900  | 1910  | 1920  | 1930  | 1947  | 1961  | 1970  | 1976  |  |
| -------- | ----- | ----- | ----- | ----- | ----- | ----- | ----- | ----- |  |
| Població | 1.079 | 1.416 | 1.581 | 2.608 | 3.953 | 5.431 | 6.544 | 7.666 |  |
|          |       |       |       |       |       |       |       |       |  |

#### 1977 ençà
| Any       | 1977  | 1980  | 1985  | 1990  | 1995   | 2000   | 2005   | 2006   |
| --------- | ----- | ----- | ----- | ----- | ------ | ------ | ------ | ------ |
| Població  | 7.666 | 8.256 | 8.658 | 9.625 | 10.284 | 10.373 | 10.304 | 10.257 |
| Font: NIS |       |       |       |       |        |        |        |        |

## Personatges
- Hugo Schiltz, polític